# 奧列克桑德羅-扎瓦德西克
48°28′38″N 31°13′6″E / 48.47722°N 31.21833°E
奧列克桑德羅-扎瓦德西克（烏克蘭語：Олександро-Завадське），是烏克蘭中部的村莊，隸屬基洛夫格勒州的新烏克蘭卡區。該村始建於1870年，面積0.62平方公里，海拔高度176米，2001年人口213，人口密度每平方公里343.6人。